# Nokere Koerse 2016
La Nokere Koerse 2016 va ser la 70a edició de la Nokere Koerse. Es disputà el 16 de març de 2016 sobre un recorregut de 199,5 km amb sortida a Deinze i arribada a Nokere. La cursa formava part de l'UCI Europa Tour amb una categoria 1.HC.
El vencedor fou el belga Timothy Dupont (Verandas Willems), que s'imposà a l'esprint a Kristoffer Halvorsen (Team Joker) i a Dylan Groenewegen (Team LottoNL-Jumbo).

## Equips
L'organització convidà a 25 equips a prendre part en aquesta edició de la Nokere Koerse.
- equips World Tour: Lotto Soudal, BMC Racing Team, Etixx-Quick Step, FDJ, Team LottoNL-Jumbo, Team Tinkoff, Team Sky
- equips continentals professionals: Bora-Argon 18, CCC Sprandi Polkowice, Cofidis, Delko-Marseille, Fortuneo-Vital Concept, Gazprom-RusVelo, Nippo-Vini Fantini, One Pro Cycling, Roompot Oranje Peloton, Stölting Service Group, Team Roth, Topsport Vlaanderen-Baloise, Wanty-Groupe Gobert
- equips continentals: Crelan-Vastgoedservice, Team Joker, Veranclassic-AGO, Veranda's Willems, Wallonie-Bruxelles

## Classificació final
|    | Cilista                    | Equip                  | Temps      |
| -- | -------------------------- | ---------------------- | ---------- |
| 1  | Timothy Dupont (BEL)       | Verandas Willems       | 4h 34' 39" |
| 2  | Kristoffer Halvorsen (NOR) | Team Joker             | m. t.      |
| 3  | Dylan Groenewegen (NED)    | Team LottoNL-Jumbo     | m. t.      |
| 4  | Baptiste Planckaert (BEL)  | Wallonie-Bruxelles     | m. t.      |
| 5  | Yauheni Hutarovich (BLR)   | Fortuneo-Vital Concept | m. t.      |
| 6  | Michel Kreder (NED)        | Roompot Oranje Peloton | m. t.      |
| 7  | Gerry Druyts (BEL)         | Crelan-Vastgoedservice | m. t.      |
| 8  | Gianni Moscon (ITA)        | Team Sky               | m. t.      |
| 9  | Eduard-Michael Grosu (ROM) | Nippo-Vini Fantini     | m. t.      |
| 10 | Kenny Dehaes (BEL)         | Wanty-Groupe Gobert    | m. t.      |